# Reyssouze
Reyssouze és un municipi francès situat al departament de l'Ain i a la regió d'Alvèrnia-Roine-Alps. L'any 2007 tenia 870 habitants.

## Demografia

### Població
El 2007 la població de fet de Reyssouze era de 870 persones. Hi havia 326 famílies de les quals 82 eren unipersonals (45 homes vivint sols i 37 dones vivint soles), 118 parelles sense fills, 122 parelles amb fills i 4 famílies monoparentals amb fills.
La població ha evolucionat segons el següent gràfic:
Habitants censats

### Habitatges
El 2007 hi havia 368 habitatges, 328 eren l'habitatge principal de la família, 25 eren segones residències i 15 estaven desocupats. 341 eren cases i 20 eren apartaments. Dels 328 habitatges principals, 279 estaven ocupats pels seus propietaris, 43 estaven llogats i ocupats pels llogaters i 6 estaven cedits a títol gratuït; 1 tenia una cambra, 14 en tenien dues, 74 en tenien tres, 110 en tenien quatre i 129 en tenien cinc o més. 241 habitatges disposaven pel capbaix d'una plaça de pàrquing. A 136 habitatges hi havia un automòbil i a 170 n'hi havia dos o més.

### Piràmide de població
La piràmide de població per edats i sexe el 2009 era:
| Homes | Edats   | Dones |
| ----- | ------- | ----- |
| 0     | 95 o +  | 0     |
| 4     | 90 a 94 | 4     |
| 4     | 85 a 89 | 12    |
| 12    | 80 a 84 | 4     |
| 24    | 75 a 79 | 32    |
| 12    | 70 a 74 | 12    |
| 28    | 65 a 69 | 20    |
| 32    | 60 a 64 | 28    |
| 24    | 55 a 59 | 28    |
| 12    | 50 a 54 | 8     |
| 16    | 45 a 49 | 20    |
| 20    | 40 a 44 | 24    |
| 44    | 35 a 39 | 28    |
| 32    | 30 a 34 | 28    |
| 16    | 25 a 29 | 8     |
| 4     | 20 a 24 | 4     |
| 24    | 15 a 19 | 12    |
| 24    | 10 a 14 | 4     |
| 24    | 5 a 9   | 48    |
| 12    | 0 a 4   | 12    |

## Economia
El 2007 la població en edat de treballar era de 527 persones, 357 eren actives i 170 eren inactives. De les 357 persones actives 336 estaven ocupades (189 homes i 147 dones) i 21 estaven aturades (8 homes i 13 dones). De les 170 persones inactives 74 estaven jubilades, 44 estaven estudiant i 52 estaven classificades com a «altres inactius».

### Ingressos
El 2009 a Reyssouze hi havia 362 unitats fiscals que integraven 905,5 persones, la mediana anual d'ingressos fiscals per persona era de 17.163 €.

### Activitats econòmiques
Dels 24 establiments que hi havia el 2007, 1 era d'una empresa alimentària, 1 d'una empresa de fabricació d'altres productes industrials, 7 d'empreses de construcció, 7 d'empreses de comerç i reparació d'automòbils, 3 d'empreses d'hostatgeria i restauració, 1 d'una empresa financera, 1 d'una empresa immobiliària i 3 d'empreses classificades com a «altres activitats de serveis».
Dels 9 establiments de servei als particulars que hi havia el 2009, 3 eren paletes, 1 guixaire pintor, 1 fusteria, 2 lampisteries, 1 electricista i 1 saló de bellesa.
Dels 2 establiments comercials que hi havia el 2009, 1 era una botiga de menys de 120 m² i 1 una llibreria.
L'any 2000 a Reyssouze hi havia 17 explotacions agrícoles que ocupaven un total de 456 hectàrees.

## Equipaments sanitaris i escolars
El 2009 hi havia una escola maternal integrada dins d'un grup escolar amb les comunes properes formant una escola dispersa.

## Poblacions més properes
El següent diagrama mostra les poblacions més properes.